# Campeonato de Abu Dabi de Golf

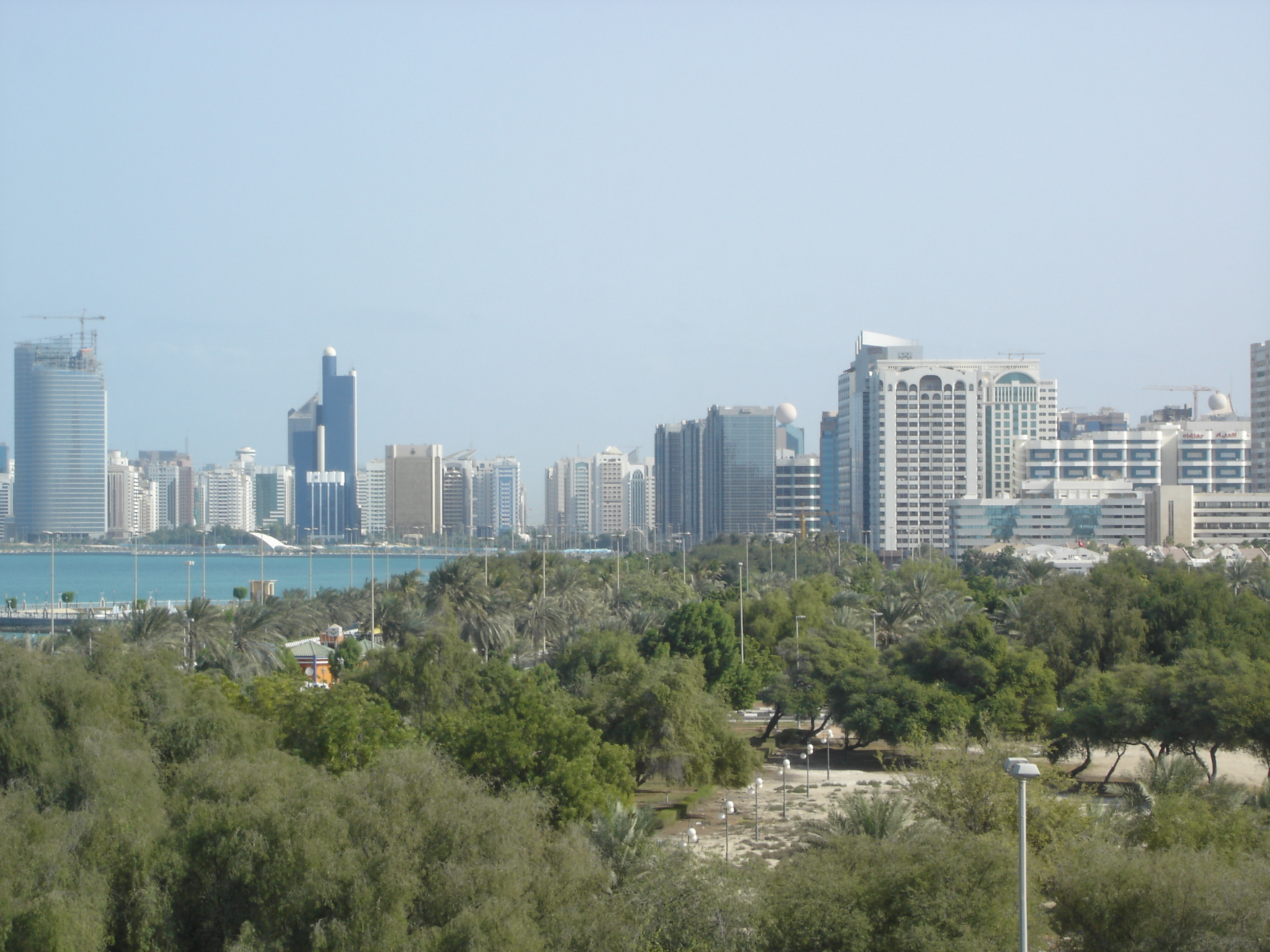
Abu Dabi

El Campeonato de Abu Dabi de Golf es un torneo masculino de golf que se disputa desde el año 2006 en el Club de Golf de Abu Dabi, Emiratos Árabes Unidos como parte del European Tour. Se disputa a mediados de enero, luego del Masters de Catar y antes del Dubai Desert Classic. Originalmente tenía una bolsa de premios de US$ 2,0 millones, que fue subiendo paulatinamente hasta los 3,0 millones en 2018. En 2019 se incorporó a la Serie Rolex del PGA Tour, por lo que la bolsa de premios ascendió a US$ 7,0 millones, y luego a 8,0 millones en 2021.

## Ganadores
| Año  | Golfista         | Golpes    |
| ---- | ---------------- | --------- |
| 2023 | Nicolai Højgaard | 267 (-21) |
| 2022 | Thomas Pieters   | 278 (-10) |
| 2021 | Tyrrell Hatton   | 270 (-18) |
| 2020 | Lee Westwood     | 269 (-19) |
| 2019 | Shane Lowry      | 270 (-18) |
| 2018 | Tommy Fleetwood  | 266 (-22) |
| 2017 | Tommy Fleetwood  | 271 (-17) |
| 2016 | Rickie Fowler    | 272 (-16) |
| 2015 | Gary Stal        | 269 (-19) |
| 2014 | Pablo Larrazábal | 274 (-14) |
| 2013 | Jamie Donaldson  | 274 (-14) |
| 2012 | Robert Rock      | 275 (-13) |
| 2011 | Martin Kaymer    | 264 (-24) |
| 2010 | Martin Kaymer    | 267 (-21) |
| 2009 | Paul Casey       | 267 (-21) |
| 2008 | Martin Kaymer    | 273 (-15) |
| 2007 | Paul Casey       | 271 (-17) |
| 2006 | Chris DiMarco    | 268 (-20) |